# Synanthedon polaris
Synanthedon polaris is een vlinder uit de familie wespvlinders (Sesiidae), onderfamilie Sesiinae.
Synanthedon polaris is voor het eerst wetenschappelijk beschreven door Staudinger in 1877. De soort komt voor in het Palearctisch gebied.